# Hintata
Els hintata foren una confederació amaziga de l'Atles central al Marroc, del gran grup Masmuda. Els seus membres són anomenats intis segons Ibn Khaldun.
Foren els primers que es van unir al mahdí Ibn Tumart (fundador dels almohades) sota la direcció del xeic Faska u-Mzal rebatejat Abu-Hafs Úmar, avi del que després fou el fundador de la dinastia hàfsida de Tunis Abu-Zakariyyà Yahya I (1228). Van lluitar amb els almohades arreu del nord d'Àfrica. Els que van restar al Marroc es va instal·lar al riu Draa.
Després de la fi de la dinastia almohade, els hintata del Marroc, sota el clan Awlad Yunus, que seria tanmateix descendent de Faska u-Mzal, va donar suport als marínides i va exercir un domini virtual al sud del Marroc. El sultà Abi Inan es va refugiar al seu territori el 1358 abans de morir. El xeic dels hintata fou visir dels marínides a Marràqueix i governador semi-independent; entre aquests visirs va destacar Amir que va governar un gran territori; es va casar amb la dona d'un sultà i finalment es va revoltar, però assetjat a la muntanya fou capturat i dut a Fes on fou executat (1370) però la seva família va seguir al front de la tribu i del govern de Marràqueix.
Quan els portuguesos es van establir a Safi, els xeics hintata són considerats reis de Marràqueix, herència recollida dels marínides quan aquests van perdre el poder, però el seu domini no anava gaire més lluny de la ciutat; els reis de Marràqueix van lluitar contra els portuguesos i quasi sempre foren derrotats; les seves relacions amb les tribu del sud tampoc no eren bones; quan els portuguesos van ocupar Azemmur l'1 de setembre del 1513, Marràqueix va estar al seu punt de mira i fou atacada per Nuno Fernández de Ataide el 12 d'abril de 1515 però foren rebutjats mercès al suport que els reis de Marràqueix van rebre dels xerifs sadites. El 1525 els sadites van ocupar Marràqueix i van posar fi a la dinastia assassinant el darrer sobirà Muhammad ibn al-Nasir Bu-Shantuf. El nom hintata va desaparèixer en endavant.